# Sérgio Silva (árbitro)
Sérgio Ricardo Correia da Silva (Portugal, 23 de junio de 1979) es un árbitro portugués de baloncesto, internacional FIBA. Pertenece al colectivo arbitral de la Federação Portuguesa de Basquetebol (FPB) y desde 2010 forma parte del plantel de oficiales de EuroLeague Basketball (Euroliga y EuroCup). En competiciones nacionales acumula más de 1.200 designaciones en la élite portuguesa.

## Trayectoria
Formado en el arbitraje de la FPB (AB Lisboa), Silva dio sus primeros pasos internacionales en torneos de formación del programa junior de EuroLeague (ANGT) y en la EuroCup. Desde la temporada 2011–12 aparece designado en la Euroliga, con partidos de la fase Top 16 y de la temporada regular en años posteriores.

## Euroliga y EuroCup
Activo de forma continuada en Euroliga desde 2011–12 y en EuroCup desde 2012–13.
- Euroliga: 2011–12 – presente (listado oficial de árbitros).[11][12]
- EuroCup: 2012–13 – presente (primeras designaciones documentadas).[13]

Partidos destacados (selección)
- Real Madrid – FC Barcelona (Euroliga RS 2017–18, 14/12/2017; WiZink Center). Equipo arbitral: Sreten Radović, Carmelo Paternico, Sérgio Silva.[14]
- Real Madrid – FC Barcelona (Euroliga RS 2018–19, 13/12/2018). Árbitros: Ilija Belošević, Robert Lottermoser, Sérgio Silva.[15]
- Anadolu Efes – Fenerbahçe (Euroliga RS 2018–19, 29/11/2018). Árbitros: Luigi Lamonica, Robert Lottermoser, Sérgio Silva.[16]
- Barcelona – Olympiacos (Euroliga RS 2024–25, 07/02/2025). Árbitros: Damir Javor, Jakub Zamojski, Sérgio Silva.
- Bahçeşehir – Dreamland Gran Canaria (EuroCup 2024–25, 30/10/2024). Árbitros: Ioannis Foufis, Sérgio Silva, Denis Hadžić.[17]

## FIBA
Silva es árbitro internacional FIBA y ha dirigido encuentros de selecciones. En enero de 2009 fue designado para el partido clasificatorio Gran Bretaña–Bosnia y Herzegovina válido para el EuroBasket 2009 (Sheffield).  
En 2017 su nombre apareció en informaciones sobre la exclusión de árbitros de Euroliga del EuroBasket 2017 en el contexto del conflicto FIBA–Euroleague.